# Reprezentacja Malawi w piłce nożnej mężczyzn
Reprezentacja Malawi w piłce nożnej – kadra Malawi w piłce nożnej mężczyzn. 
Jest kontrolowana przez Związek Piłkarski Malawi (Football Association of Malawi). Federacja została założona w 1966, od 1967 jest członkiem FIFA, od 1968 CAF. Przydomek reprezentacji to 'Płomienie'. Malawijczycy nigdy nie awansowali do finałów Mistrzostw Świata, w 1984 dotarli do Rundy 1 Pucharu Narodów Afryki. Drużyna Malawi trzykrotnie triumfowała w Pucharze CECAFA (1978, 1979, 1988). W rankingu FIFA drużyna Malawi zajmuje 125. miejsce, a w CAF 34. miejsce (11 czerwca 2024).

## Udział wMistrzostwach Świata
- 1930 – 1966 – Nie brało udziału (było kolonią brytyjską)
- 1970 – 1974 – Nie brało udziału
- 1978 – 1990 – Nie zakwalifikowało się
- 1994 – Wycofało się z eliminacji
- 1998 – 2022 – Nie zakwalifikowało się

## Udział wPucharze Narodów Afryki
- 1957 – 1965 – Nie brało udziału (było kolonią brytyjską)
- 1968 – 1974 – Nie brało udziału
- 1976 – 1978 – Nie zakwalifikowało się
- 1980 – Nie brało udziału
- 1982 – Nie zakwalifikowało się
- 1984 – Faza grupowa
- 1986 – Nie zakwalifikowało się
- 1988 – Nie brało udziału
- 1990 – Nie zakwalifikowało się
- 1992 – Nie brało udziału
- 1994 – 2008 – Nie zakwalifikowało się
- 2010 – Faza grupowa
- 2012 – 2019 – Nie zakwalifikowało się
- 2021 – 1/8 finału
- 2023 – Nie zakwalifikowało się

## Selekcjonerzy
- 1998-99  Jack Chamangwana
- 1999-2000  Young Chimodzi
- 2001-02  Kim Splidsboel
- 2002-03  Allan Gillet
- 2003-04  Edington Ng'onamo (opiekun)
- 2004  John Kaputa
- 2004-05  Yassin Osman
- 2005  Michael Hennigan (opiekun)
- 2005-06  Burkhard Ziese
- 2006-07  Kinnah Phiri (opiekun)
- 2007-08  Stephen Constantine
- od 2008-13 - / Kinnah Phiri/Young Chimodzi
- 2013 -  Edington Ng'onamo
- 2013-14 -  Tom Saintfiet
- Od 2014 -  Young Chimodzi